# Wallenstein (Band)
Wallenstein, gegründet in Viersen am Niederrhein, später daheim in Mönchengladbach, war eine deutsche Rockband von 1971 bis 1982, die man auch dem Krautrock zurechnet.

## Geschichte
Wallenstein wurde im Sommer 1971 unter dem Namen Blitzkrieg von dem Viersener Kunststudenten und später als Gastronomiekritiker bekannten Jürgen Dollase gegründet, der bereits in klassischer Musik an Klavier und Kontrabass geschult war und in Skiffle- sowie Jazz-Formationen gespielt hatte. An der Gründung waren außerdem der Kaufmann und Bandmanager Peter Gielen (†; Octopus Productions) aus Mönchengladbach-Hehnerholt und Dollases ehemaliger Roadmanager Corrado Faccioni beteiligt. Dollase und Faccioni suchten die ursprüngliche Besetzung bei anderen Bands zusammen. Der erste Sologitarrist der Gruppe war Wolfgang „Ginger“ Steinicke, heute Astronom, doch wurde das vorherige Mitglied von Smiddys Blues Band (weil sein Physik- bzw. Astrophysik- und Mathematik-Studium absolute Priorität für ihn hatte) nach nur wenigen Live-Auftritten durch den US-Amerikaner Bill Barone aus Philadelphia ersetzt. Kurz nach Steinicke konnte Dollase den gebürtigen Hildesheimer Harald Grosskopf als Schlagzeuger für sich gewinnen, unmittelbar nach Barone wurde auch noch der Niederländer Jerry Berkers († 1988) aus Brunssum als Bassist und Sänger akquiriert.
Da der Name Blitzkrieg schon von einer englischen Band benutzt wurde, außerdem den deutschen Plattenfirmen als politisch nicht korrekt missfiel, benannte sich die Gruppe Anfang 1972 nach dem Feldherrn Wallenstein aus dem Dreißigjährigen Krieg. Zur gleichen Zeit erschien das Debütalbum der Artrocker, das bereits zwischen September und Dezember 1971 im Tonstudio von Dieter Dierks in Stommeln bei Köln aufgenommen worden war, und trug den ersten Bandnamen nur mehr als LP-Titel. Noch im gleichen Jahr veröffentlichte das deutsche Plattenlabel Pilz mit Mother Universe (das von Harald Grosskopf aufgenommene Coverfoto zeigt Dollases Oma) ein Nachfolgealbum.
Nach einigen Wechseln des musikalischen Stils tauschte Dollase 1978 alle Bandmitglieder aus. 1979 erreichte die Gruppe mit dem Singleerfolg Charline Platz 17 in den deutschen Pop-Charts, nachdem sie einen Auftritt in der ZDF-Sendung Disco hatten. Aber auch die Single-Auskopplung Don’t Let It Be (vom Album Blue Eyed Boys) wurde etwas später relativ erfolgreich und verkaufte sich in größeren Stückzahlen.
Von März bis Juni 1981 ging Wallenstein das letzte Mal auf Tournee; 1982 löste sich die Gruppe auf.
Einige Mitglieder (Brough, Schmidt, Terstappen) spielten später wieder bei den Twelve Drummers Drumming zusammen, eine Band die in Mönchengladbach (1983 mit Schmidt) gegründet worden war und ihren ursprünglichen Gründungsnamen Volkswagen ebenfalls unmittelbar aufgeben musste.

## Diskografie

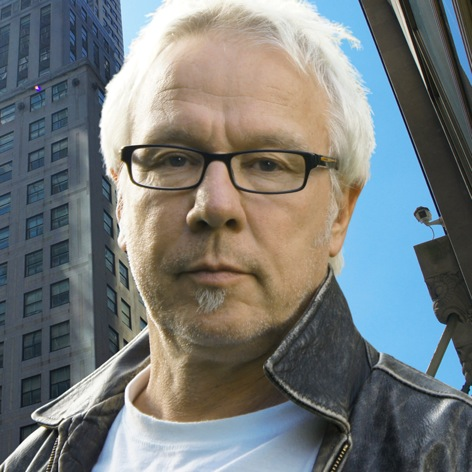
Harald Grosskopf, Schlagzeuger der ersten vier Alben, 2011

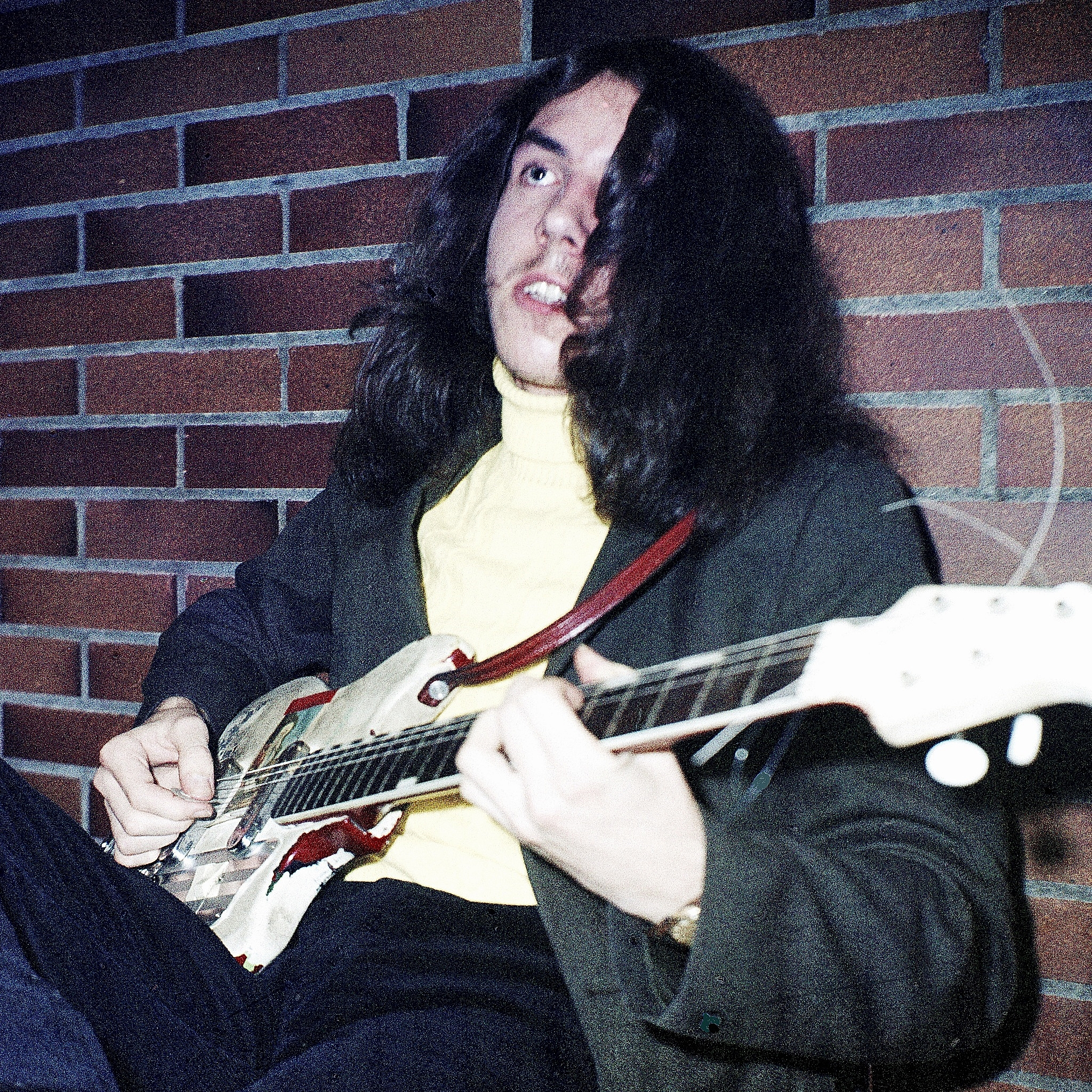
Wolfgang Steinicke, Sologitarrist der Blitzkrieg-Erstbesetzung

### Alben
- 1972: Blitzkrieg (Pilz; 1981 australische RI als Lunatics auf CLOJ – Clear Light of Jupiter)
- 1972: Mother Universe (Pilz)
- 1973: Cosmic Century (Kosmische Musik)
- 1975: Stories, Songs & Symphonies (Kosmische Musik)
- 1977: No More Love (RCA)
- 1978: Charline (RCA; auch als Special Edition mit schwarzem Buch-Cover, mehrseitigem Booklet und 7″ Single)
- 1979: Blue Eyed Boys (RCA)
- 1980: Fräuleins (RCA)
- 1981: SSSSS…TOP (Harvest)
- 1982: TakeOff – The Best of Wallenstein (RCA)
- 2013: Charline & Blue Eyed Boys (Still Shakin’ Records; Digipak-CD)

### Singles
- Charline / All Good Children (1978, RCA)
- Don’t Let It Be / Midnight Blue (1979, RCA)
- If / Will You (1979, RCA)
- Rock High / Born in the City (1980, Harvest)
- Lady in Blue / Woman in Love (1980, Harvest)
- Tanzen / Ich hab Lust (1982, Harvest)

### Sampler mit Wallenstein
- Rapunzel – Neue Deutsche Volksmusik (1974, Pilz)
- German Rock on Top (1979, RCA)
- Superhits Original (1979)
- Disco Laser (1979, Arcade)
- Club Top (1979, Ariola)
- Disco Action (1979, K-tel)
- Oldies but Goldies (1983, Sonocord)
- World of Krautrock (1997 2xCD)
- The 70s (Media-Markt Vol. 3) (1999 Polymedia, CD)
- Ulli Wengers One Hit Wonder Volume 4 (2003 Ganser & Hanke, CD)
- World of Krautrock Vol.2 (2006 2xCD)
- Krautrock Music for Your Brain (2007 6xCD)
- Krautrock Music for Your Brain Vol. 2 (2008 6xCD)
- Krautrock Music for Your Brain Vol. 3 (2008 6xCD)